# راية كاذبة

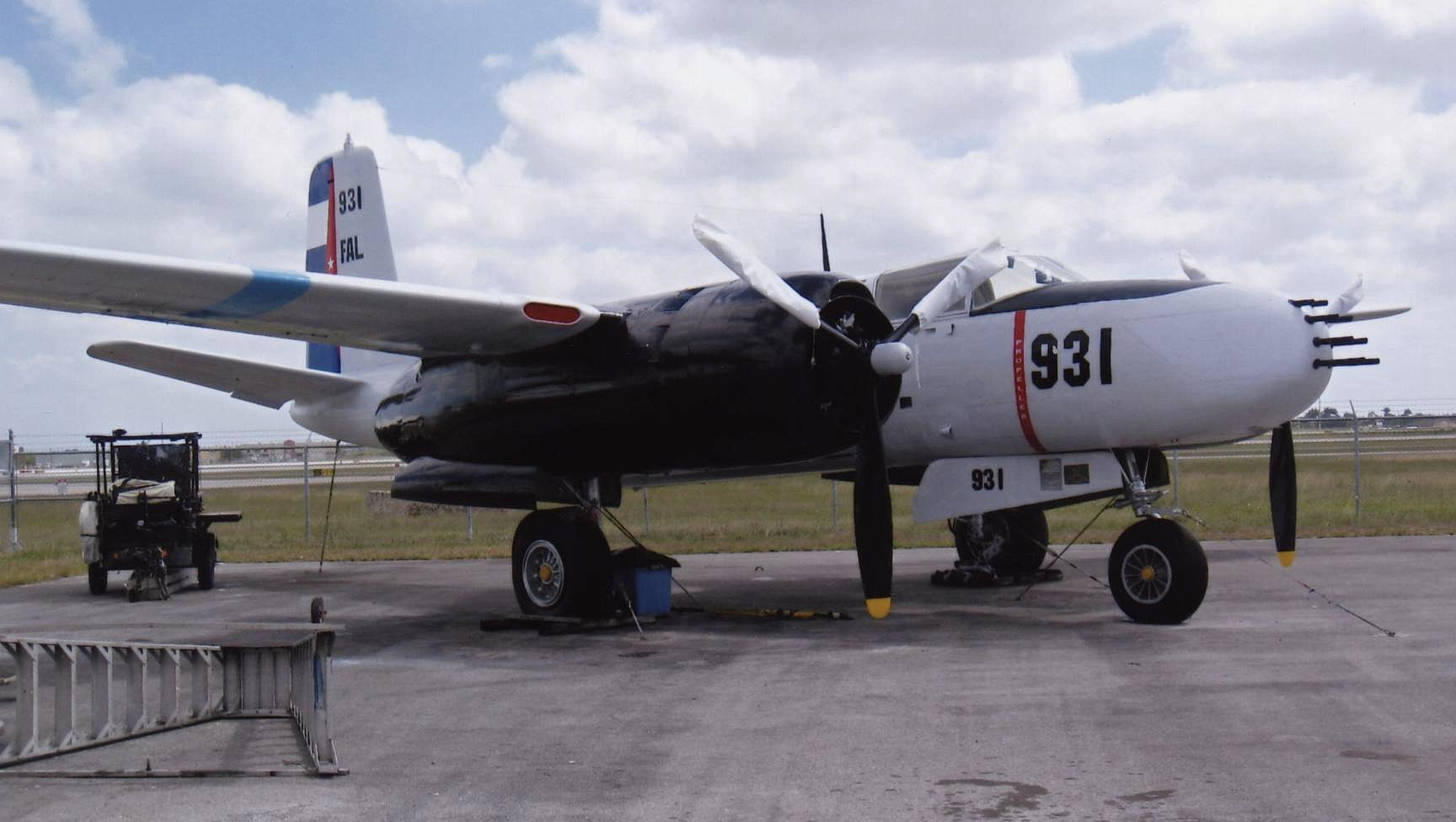

المصطلح «راية مزيفة» (بالإنجليزية: false flag أو العَلَم المخادع الكاذب) أُستخدم في البداية في الحروب البحرية عند استخدام راية لا تعبر عن الهوية الحقيقية للسفينة بغرض خداع الأعداء قبل ملاحمتهم ميدانياً. حالياً، مصطلح الراية-المُزيفة يُستخدم لوصف العمليات السرية لأهداف عسكرية (أو سياسية أو استخباراتية) التي تَستخدم التمويه بحيث يظهر كأن مجموعة أخرى خططت وقامت بهذه العمليات السرية غير المجموعة (أو الدولة أو الأمة) الحقيقية.
مصطلح الراية المزيفة يُطلق أيضاً على العمليات التي تحدث في أوقات السلام عن طريق مؤسسات مدنية أو وكالات حكومية سرية إذا كان المُنفذ للعملية ينوي إخفاء الهوية الحقيقة له لتجنب اللوم.

## استخدامها في الحرب
في الحرب البرية، تُعتبر مثل هذه العمليات مقبولة عمومًا في ظل ظروف معينة، مثل خداع الأعداء، بشرط ألا يكون الخداع غدرًا وأن يتخلصوا من كل هذه الخداع قبل إطلاق النار على العدو. وعلى نحو مماثل، في الحرب البحرية، يعتبر هذا الخداع جائزًا، شريطة إنزال الراية الكاذبة ورفع الراية الحقيقية قبل الانخراط في المعركة: عملت الطرادات المساعدة على هذا النحو في كل من الحربين العالميتين، وفعلت ذلك سفن كيو، في حين شُجعت السفن التجارية على استخدام الأعلام الكاذبة من أجل الحماية.
عززت هذه التنكرات الارتباك ليس فقط للعدو ولكن حسب الروايات التاريخية: في عام 1914 نشبت معركة ترينيداد بين الطراد المساعد البريطاني آر إم إس كارمانيا والطراد المساعد الألماني إس إم إس كاب ترافالغار، والذي عُدل ليبدو مثل كارمانيا. (وبالمقابل قالت بعض الروايات، لم يُعدل آر إم إس كارمانيا ليشبه كاب ترافالغار).
ومن الأمثلة البارزة الأخرى الطراد المساعد التجاري الألماني كورموران في الحرب العالمية الثانية، الذي فاجأ وأغرق الطراد الأسترالي الخفيف إتش إم إيه إس سيدني في عام 1941 أثناء تخفيه باعتباره سفينة تجارية هولندية، مما تسبب في أكبر خسارة في الأرواح على متن سفينة حربية أسترالية. بينما أصيب كورموران بأضرار قاتلة في الاشتباك وأسر طاقمه، مثلت النتيجة انتصارًا نفسيًا كبيرًا للألمان.
استخدم البريطانيون راية كريغسمارينه في غارة سان نازير واستولوا على كتاب ترميزٍ ألماني. زوِدت المدمرة القديمة كامبيلتاون، التي خطط البريطانيون للتضحية بها في العملية، بتعديلات تجميلية تضمنت قص مداخن السفينة وشطب حوافها لتشبه قارب طوربيد ألماني من النوع 23. من خلال هذه الحيلة، تمكن البريطانيون من الوصول إلى مسافة ميلين (3 كم) من المرفأ قبل رد الدفاعات، إذ نجحت كامبيلتاون والقوات الخاصة في تعطيل أو تدمير هياكل الرصيف الرئيسية للميناء.

### حرب جوية
في ديسمبر 1922 -فبراير 1923، نظمت القواعد المتعلقة بالتحكم في التلغراف اللاسلكي في زمن الحرب والحرب الجوية، التي صاغتها لجنة من القانونيين في لاهاي، ما يلي:
المادة 3. يجب أن تحمل الطائرة العسكرية علامة خارجية تدل على جنسيتها وطابعها العسكري.
المادة 19. يحظر استخدام العلامات الخارجية المزيفة.
لم يعتمد هذا المشروع على الإطلاق كمعاهدة ملزمة قانونًا، لكن اللجنة الدولية للصليب الأحمر نصت في مقدمتها على المشروع: «تتوافق (مسودة القواعد) إلى حد كبير مع القواعد العرفية والمبادئ العامة التي تقوم عليها المعاهدات المتعلقة بقانون الحرب على الأرض وفي البحر»، وبالتالي فإن هاتين المادتين غير الخلافيتين كانتا بالفعل جزءًا من القانون العرفي.

### حرب برية
في الحرب البرية، يكون استخدام الراية الكاذبة مشابهًا لعلم الحرب البحرية: فقد تضمنت محاكمة أوتو سكورزيني، الذي خطط وقاد عملية غرايف، من قبل محكمة عسكرية أمريكية في محاكمات داكاو، استنتاجًا بأن سكورزيني لم يكن مذنبًا بارتكاب جريمة لإصداره أوامرًا لرجاله للعمل بالزي العسكري الأمريكي. لقد نقل إلى رجاله تحذير الخبراء القانونيين الألمان: إذا قاتلتم بالزي العسكري الأمريكي، فإنكم تخالفون قوانين الحرب؛ ومع ذلك، ربما لم يحاكموا فقط لارتدائهم الزي العسكري الأمريكي. خلال المحاكمة، قُدم عدد من الحجج لإثبات هذا الموقف وبدا أن الجيشين الألماني والأمريكي متفقان.
في نص المحاكمة، ورد أن الفقرة 43 من الدليل الميداني الذي نشرته وزارة الحرب، جيش الولايات المتحدة، في 1 أكتوبر 1940، بموجب قواعد الدخول الخاصة بالحرب البرية، تنص على ما يلي: «يُسمح باستخدام الأعلام الوطنية والشارات والزي الرسمي كخدعة في الممارسة العملية. لا تحظر القاعدة السابقة (المادة 23 من ملحق اتفاقية لاهاي الرابعة) مثل هذا الاستخدام، لكنها تحظر استخدامه غير السليم. يحظر بالتأكيد استخدامها أثناء القتال. وعليهم التخلص منها قبل إطلاق النار على العدو».

## كذرائع للحرب

### الحرب الروسية السويدية
في عام 1788 تلقى الخياط الرئيسي في الأوبرا الملكية السويدية أمرًا بخياطة عدد من الزي العسكري الروسي. ثم استخدم السويديون الزي لشن هجوم على بومالا، وهي بؤرة استيطانية سويدية على الحدود الروسية السويدية في 27 يونيو 1788. تسبب هذا في غضب في ستوكهولم وأثار إعجاب ريكسداغ الطبقات، الجمعية الوطنية السويدية، التي رفضت حتى ذلك الحين الموافقة على شن حرب هجومية ضد روسيا. سمحت حادثة بومالا للملك غوستاف الثالث ملك السويد، الذي كان يفتقر إلى السلطة الدستورية لبدء أعمال عدائية غير مبررة دون موافقة الطبقات، بشن الحرب الروسية السويدية (1788-1790).

### الحرب الصينية اليابانية الثانية
في سبتمبر 1931 اختلق الضباط اليابانيون ذريعة لغزو منشوريا بتفجير جزء من السكك الحديدية. على الرغم من أن الانفجار كان أضعف من أن يعطل العمليات على خط السكك الحديدية، لكن اليابانيين استخدموا حادثة موكدين هذه للاستيلاء على منشوريا وتشكيل حكومة دمية لما أطلقوا عليه اسم دولة مانشوكو «المستقلة».

### الحرب العالمية الثانية

#### حادثة قلايفتز
تضمنت حادثة قلايفتز في عام 1939 قيام راينهارد هايدريش بتلفيق أدلة على هجوم بولندي على ألمانيا لحشد الرأي العام الألماني للحرب وتبرير الحرب مع بولندا. كان ألفرد ناويوكس منظمًا رئيسيًا للعملية بأوامر من هايدريش. أدى ذلك إلى مقتل ضحايا معسكر الاعتقال النازي الذين كانوا يرتدون زي الجنود الألمان ثم أطلق الجيستابو النار عليهم ليبدو أنهم قد تعرضوا لإطلاق نار من قبل الجنود البولنديين. استخدِم هذا، إلى جانب عمليات الراية الكاذبة الأخرى في عملية هيملر، لحشد دعم السكان الألمان لبدء الحرب العالمية الثانية في أوروبا.
فشلت العملية في إقناع الرأي العام الدولي بالمزاعم الألمانية، وأعلنت كل من بريطانيا وفرنسا -حلفاء بولندا- الحرب بعد يومين من غزو ألمانيا لبولندا.

#### حرب الشتاء
في 26 نوفمبر 1939 قصف الجيش السوفيتي قرية ماينيلا الروسية بالقرب من الحدود الفنلندية. ألقت السلطات السوفيتية باللوم على فنلندا في الهجوم واستخدمت الحادث كذريعة لغزو فنلندا، لتبدأ حرب الشتاء، بعد أربعة أيام.

### الثورة الكوبية

#### عملية نورثود
تضمنت عملية نورثود لعام 1962 التي اقترحتها وزارة الدفاع الأمريكية للحرب مع كوبا، والتي لم تُنفذ أبدًا، سيناريوهات: مثل اختطاف أو إسقاط الركاب والطائرات العسكرية، إغراق سفينة أمريكية بالقرب من كوبا، وحرق المحاصيل، وإغراق قارب مليء باللاجئين الكوبيين، والهجمات التي يشنها المتسللون الكوبيون المزعومون داخل الولايات المتحدة، ومضايقة طائرات الولايات المتحدة، والشحن، وتدمير الطائرات دون طيار بواسطة طائرات متنكرة في هيئة طائرات كوبية. لو حدث ذلك لوقع اللوم على كوبا، ولكانت ذريعة لغزو كوبا والإطاحة بحكومة فيدل كاسترو الشيوعية. ألف السيناريو هيئة الأركان المشتركة، ولكن بعد ذلك رفضه الرئيس جون ف. كينيدي. كان الاكتشاف المفاجئ للوثائق المتعلقة بعملية نورثود نتيجة للبحث الشامل عن السجلات المتعلقة باغتيال الرئيس جون كينيدي من قبل مجلس مراجعة سجلات الاغتيال في منتصف التسعينيات. نشر جيمس بامفورد معلومات حول عملية نورثود لاحقًا.

### كتكتيك لتقويض المعارضين السياسيين

#### مشروع أجاكس
في 4 أبريل 1953 أمرت وكالة المخابرات المركزية بتقويض حكومة إيران على مدى أربعة أشهر، تمهيدًا للإطاحة برئيس الوزراء محمد مصدق. كان أحد الأساليب المستخدمة لتقويض مصدق هو شن هجمات الراية الكاذبة «على المساجد والشخصيات العامة البارزة»، لإلقاء اللوم على الشيوعيين الإيرانيين الموالين للحكومة.
حمل مشروع وكالة المخابرات المركزية الاسم الرمزي أجاكس، وتضمن تكتيك «حملة التفجيرات الموجهة من قبل الإيرانيين الذين يتظاهرون بأنهم أعضاء في الحزب الشيوعي»، تفجير منزل «واحد على الأقل» لمسلم معروف من قبل عملاء وكالة المخابرات المركزية الذين انتحلوا صفة الشيوعيين.
ومع ذلك، ونظرًا لأن «وكالة المخابرات المركزية الأمريكية أحرقت جميع ملفاتها تقريبًا حول دورها في انقلاب 1953 في إيران»، فقد كان من الصعب على المؤرخين تمييز المدى الحقيقي للتكتيك.